# Risto Soramies
Risto Matti Soramies, född 13 december 1946 i Helsingfors, är den första biskopen för Evangelisk-lutherska missionsstiftet i Finland sedan 4 maj 2013. Tidigare har biskop Soramies verkat som missionär bland muslimer i Tyskland och som ledare för den lutherska kyrkan i Istanbul.

### Webbkällor
- Kekäle, Tsuua (16 mars 2013). ”Risto Soramies Missionsstiftets första biskop”. LHPK – Suomen evankelisluterilainen lähetyshiippakunta. http://www.lhpk.fi/sv/risto-soramies-missionsstiftets-forsta-biskop/. Läst 24 februari 2015.